# دمیتریوس کانگر
دمیتریوس کانگر (انگلیسی: Demitrius Conger؛ زادهٔ ۲۹ مهٔ ۱۹۹۰) بازیکن بسکتبال اهل ایالات متحده آمریکا است.
از باشگاه‌هایی که در آن بازی کرده‌است می‌توان به باشگاه بسکتبال رئال بتیس و باشگاه بسکتبال یوونتوت بادالونا اشاره کرد.